# Projeção axonométrica

As projeções axonométricas partem de um observador situado no infinito (ponto impróprio).

A projeção axonométrica, que originou as perspectivas axonométricas ou ainda as perspectivas paralelas, é o resultado da projeção cilíndrica ortogonal sobre um quadro. No desenho técnico, é muito utilizada pela arquitetura e engenharia, devido à sua simplicidade de representação, e a chance de proporcionar imagens de fácil compreensão quanto às da perspectiva exata, quando o ângulo visual desta é idêntico ou inferior a 30°.